# Woman (film, 2019)
Pour les articles homonymes, voir Woman.
Pour plus de détails, voir Fiche technique et Distribution.
Woman est un film documentaire d'Anastasia Mikova et Yann Arthus-Bertrand sorti en 2019. Anastasia Mikova avait été assistante réalisatrice pour le précédent film de Yann Arthus-Bertrand, Human.

## Synopsis
Le documentaire filme plus 2 000 femmes de 50 pays, et évoque la condition féminine,,. Les sujets abordés sont entre autres les mariages forcés, les agressions sexuelles, l'excision, le vitriolage, la maternité, la sexualité, les règles, l'éducation ou la réussite professionnelle des femmes.

## Fiche technique
- Réalisation : Anastasia Mikova et Yann Arthus-Bertrand.
- Production : Hope Production
- Photographie : Maya Coutouzis
- Musique : Armand Amar[5]
- Chanson générique : Imany[6]
- Société de production : Hope Productions
- Durée : 1 h 48
- Dates de sortie : 
  - 1er septembre 2019 (Festival international du film de Venise)
  - 4 mars 2020 ( France)

## Distinctions
Le film a été nommé au Festival international du film de Bergen.